# Bristol (Pennsylvania)

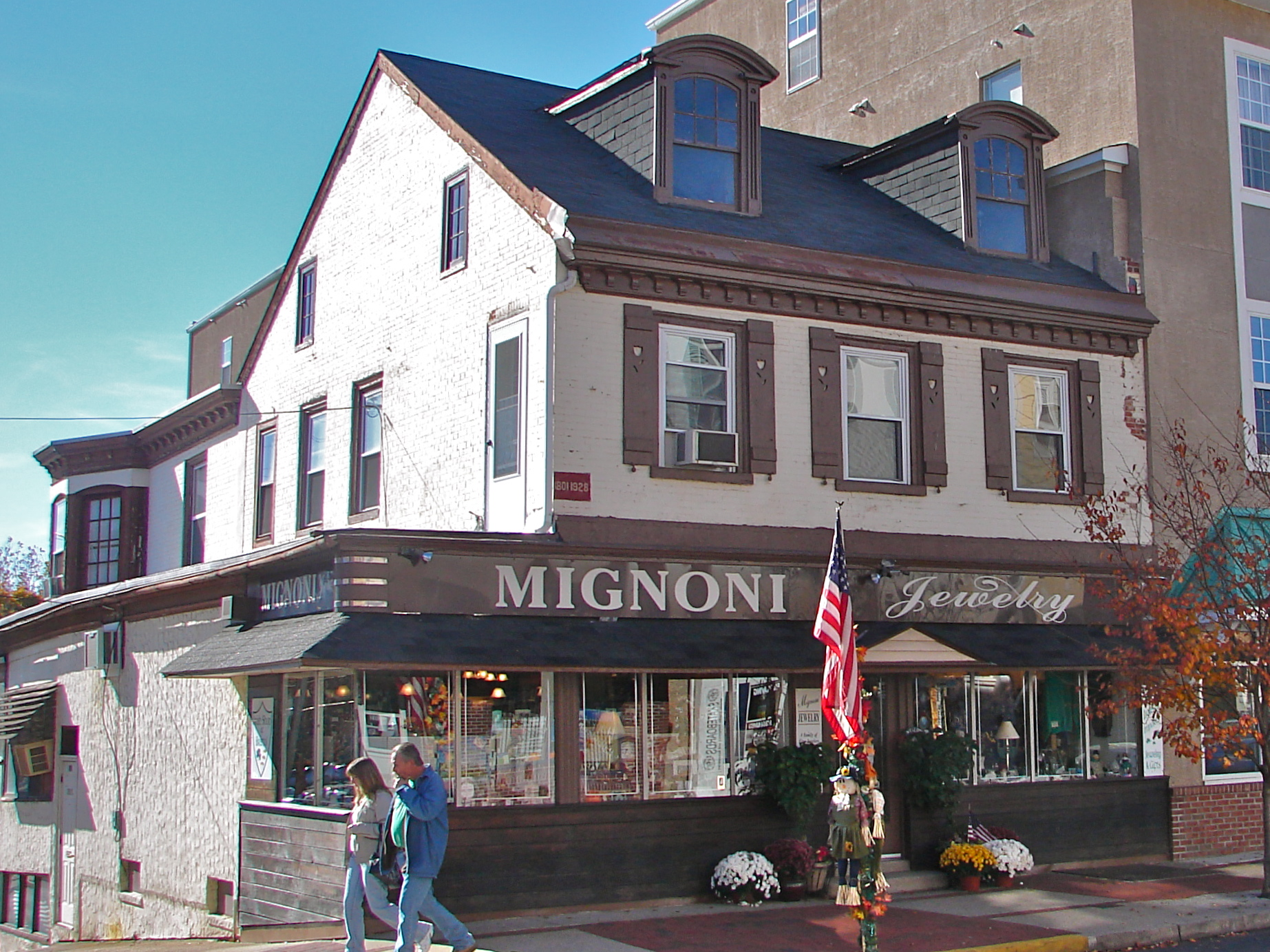
Haus im Bristol Historic District

Bristol ist ein Borough im südlichen Bucks County im US-Bundesstaat Pennsylvania, das an dem Delaware River liegt. Die Einwohnerzahl betrug bei der Volkszählung 2020 9.861. 

## Geografie
Nach Angaben des U.S. Census Bureau hat das Borough eine Gesamtfläche von 5,1 km². Der Ort liegt am Delaware River gegenüber der Ortschaft Burlington in New Jersey. Bristol befindet sich 114,1 km südöstlich von Allentown und 36,0 km nordöstlich von Philadelphia. In Bristol herrscht ein humides Kontinentalklima. Der vorherrschende Vegetationstyp in der Gegend ist die Appalachen-Eiche.

## Geschichte
Bristol wurde im Jahr 1681 gegründet. Samuel Clift gründete den Borough of Bristol, nachdem er von Edmund Andros, dem damaligen Gouverneur von New York, eine Landzuweisung erhalten hatte. Bristol gehört damit zu den ältesten Boroughs in ganz Pennsylvania. Die Ortschaft wurde nach der Stadt Bristol in England benannt, wobei es zuerst Buckingham und später New Bristol genannt wurde. Zwischen 1705 und 1725 war der Ort der County Seat des Bucks County.
Nach 1834 erlangte die Stadt als Endstation des Delaware-Kanals, der den Großraum Philadelphia über Easton mit der hochwertigen Anthrazitkohle des Lehigh-Kanals versorgte, große Bedeutung für die Entwicklung der amerikanischen industriellen Revolution. Der Kanal und eine kurze Fahrt auf dem Delaware River verschafften der Stadt auch Zugang zu den Bodenschätzen in Connecticut, New Jersey und New York über den Morris Canal, den Delaware and Hudson Canal und den Delaware and Raritan Canal und verbanden die Gemeinde wirtschaftlich mit New York City. Gegen Ende des 19. Jahrhunderts war Bristol zu einem bedeutenden Industriezentrum aufgestiegen. Während des Ersten Weltkrieges wurde hier Schiffe gefertigt und während des Zweiten Weltkriegs Flugzeuge.
Im Jahre 1931 wurde die Burlington–Bristol Bridge eröffnet, die den Ort mit der Zwillingsstadt Burlington in New Jersey verbindet. Das historische Flussufer wurde im 20. und 21. Jahrhundert restauriert und wird heute für Wohnflächen genutzt.

## Sehenswürdigkeiten
Heute sind die erhaltenen Elemente der Werft und andere Gebäude, die in der Vergangenheit für Bristol wichtig waren, im Bristol Historic District, im Bristol Industrial Historic District und in weiteren touristischen Stätten erhalten.
Historische Stätten in der Stadt wie die Delaware Division of the Pennsylvania Canal, Dorrance Mansion, General Stores and Mold Loft Building-Harriman Yard of the Merchant Shipbuilding Corporation, Grundy Mill Complex, Harriman Historic District, Jefferson Avenue School und Jefferson Land Association Historic District sind im National Register of Historic Places aufgeführt. Die Delaware Division des Pennsylvania Canal ist ebenfalls als National Historic Landmark District ausgewiesen.

## Verkehr
Die U.S. Route 13 verläuft in südwest-nordöstlicher Richtung durch Bristol. Die Ortschaft verfügt auch über einen Bahnhof an der Trenton Line der SEPTA Regional Rail für die Metropolregion Philadelphia. Züge des Northeast Corridor von Amtrak fahren durch Bristol, halten aber nicht an.

## Demografie
2023 lebten 9.247 Menschen in Bristol. Die ethnische Zusammensetzung des Borough war 78,8 % Weiße, 7,1 % Afroamerikaner, 2,2 % Asiaten, 0,6 % amerikanische Ureinwohner sowie 7,6 % mit zwei oder mehr Ethnien. 16,0 % der Bevölkerung waren Hispanics jeglicher Ethnie. Das mittlere Haushaltseinkommen lag bei 67.176 US-Dollar und die Armutsquote bei 11,7 %.

## Söhne und Töchter der Stadt
- Poul Anderson (1926–2001), Science-Fiction-Autor
- Andrea Weiss (* 1956), Filmemacherin
- Daniel W. Bursch (* 1957), Filmemacherin
- Lauren Holly (* 1963), Schauspielerin